# 新・白鳥の湖
『新・白鳥の湖』（しん はくちょうのみずうみ）は、松山バレエ団代表の清水哲太郎の台本・演出・振り付けで作られたバレエ作品である。1994年5月に松山バレエ団によって初演された。

## 概要
かつて、松山バレエ団はルドルフ・ヌレエフ版の『白鳥の湖』をレパートリーとしていた。
清水哲太郎の『新・白鳥の湖』はプティパ、イワノフの原典を一部残しながら、それまでの『白鳥の湖』とはまったく違ったイメージの作品に仕立て上げた。
「新・白鳥の湖』は1994年5月、オーチャードホールで初演された。初演の主演を務めたのは、森下洋子、清水哲太郎である。上演時間は、4時間に及んだ。クラシックバレエの上演時間としては、異例なことだった。
当初は、チャイコフスキーによる『白鳥の湖』の原曲を全て使っていた。終盤に、『モーツァルティアーナ』が挿入されている。
世界中どこにもない、豪華な舞台装置、衣装を目指して作られた。
現在では、全4幕、上演時間は3時間ほどまで縮小されている。
2003年10月には日中平和友好条約締結25周年を記念し、北京と上海で公演を行った。